# Torneo de Róterdam 2015
El ABN AMRO World Tennis Tournament 2015 es un evento de tenis ATP World Tour de la serie 500, que se disputa en Róterdam (Países Bajos) entre el 9 y el 15 de febrero de 2015.

## Cabezas de serie

### Individual
| Tenista               | Ranking | Preclasificado |
| Andy Murray           | 4       | 1              |
| Milos Raonic          | 6       | 2              |
| Tomáš Berdych         | 7       | 3              |
| Stan Wawrinka         | 9       | 4              |
| Grigor Dimitrov       | 11      | 5              |
| Ernests Gulbis        | 13      | 6              |
| Roberto Bautista Agut | 16      | 7              |
| Gilles Simon          | 19      | 8              |

- Ranking del 2 de febrero de 2015

### Dobles
| Tenista                                 | Ranking | Preclasificado |
| Julien Benneteau Édouard Roger-Vasselin | 12      | 1              |
| Marcel Granollers Marc López            | 19      | 2              |
| Jean-Julien Rojer Horia Tecău           | 26      | 3              |
| Rohan Bopanna Daniel Nestor             | 31      | 4              |

## Campeones

### Individuales masculino
Stanislas Wawrinka venció a  Tomáš Berdych por 4-6, 6-3, 6-4

### Dobles masculino
Jean-Julien Rojer /  Horia Tecău vencieron a  Jamie Murray /  John Peers por 3-6, 6-3, [10-8]